# 1996年日本の補欠選挙
1996年日本の補欠選挙（1996ねんにほんのほけつせんきょ）は、日本における立法府である参議院を構成する議員の欠員を補うため1996年に行われた補欠選挙である。

## 概要
補欠選挙は「議員の辞職あるいは死亡により欠員が生じた場合に行われる選挙」で、「当選人が得られなかった場合または当選人が不足した場合に、其の当選人の不足を補う」為に行われる再選挙と同様に公職選挙法第11章の「特別選挙｣に含まれている。1996年における補欠選挙は、3月に参議院岐阜県選挙区、10月に参議院栃木県選挙区、11月に参議院兵庫県選挙区の計3回実施された。

## 3月24日実施補選

### 参議院岐阜県選挙区補選
1996年（平成8年）3月24日執行
当日有権者数：人　最終投票率：50.26%（前回比：3.73ポイント）
大野明参議院議員（自由民主党）の死亡に伴う （全国投票率:44.52%（6.20%））
| 当落 | 氏名       | 年齢 | 所属党派                               | 新旧 | 得票      | 得票率 | 推薦・支持                               |
| ---- | ---------- | ---- | -------------------------------------- | ---- | --------- | ------ | ---------------------------------------- |
| 当   | 大野つや子 | 61   | あたたかさと思いやりの岐阜県をつくる会 | 新   | 398,801票 | 50.54% | 自由民主党・社会民主党・新党さきがけ推薦 |
|      | 吉岡徹男   | 47   | 新進党                                 | 新   | 227,757票 | 28.86% |                                          |
|      | 山本博幸   | 46   | 日本共産党                             | 新   | 162,597票 | 20.60% |                                          |

## 10月20日実施補選

### 参議院栃木県選挙区補選
1996年（平成8年）10月20日執行
当日有権者数：人　最終投票率：56.71%
森山眞弓参議院議員（自由民主党）の辞職（第41回衆議院議員総選挙への立候補）に伴う （全国投票率:50.72%（14.30%））
| 当落 | 氏名       | 年齢 | 所属党派   | 新旧 | 得票      | 得票率 | 推薦・支持 |
| ---- | ---------- | ---- | ---------- | ---- | --------- | ------ | ---------- |
| 当   | 上吉原一天 | 53   | 自由民主党 | 新   | 394,438票 | 49.72% |            |
|      | 小倉康延   | 45   | 新進党     | 新   | 261,586票 | 32.97% |            |
|      | 野村節子   | 43   | 日本共産党 | 新   | 137,279票 | 17.30% |            |

## 11月17日実施補選

### 参議院兵庫県選挙区補選
1996年（平成8年）11月17日執行
当日有権者数：人　最終投票率：21.19%
河本三郎参議院議員（自由民主党）の退職（第41回衆議院議員総選挙への立候補による自動失職）に伴う （全国投票率:50.72%（14.30%））
| 当落 | 氏名     | 年齢 | 所属党派                   | 新旧 | 得票      | 得票率 | 推薦・支持     |
| ---- | -------- | ---- | -------------------------- | ---- | --------- | ------ | -------------- |
| 当   | 芦尾長司 | 62   | 明日の日本をひらく兵庫の会 | 新   | 399,136票 | 46.09% | 自由民主党推薦 |
|      | 大沢辰美 | 56   | 日本共産党                 | 新   | 371,559票 | 42.91% |                |
|      | 清水源司 | 58   | 無所属                     | 新   | 95,253票  | 11.00% |                |